# Liv Heløe
Liv Heløe, född 1963, är en norsk skådespelare och dramatiker.
Hon har arbetat som skådespelare sedan elva års ålder och medverkat i både klassiska och nutida dramer. Hon debuterade som dramatiker 1994 med Negressen, som framfördes på Det norske teatret och sändes i norsk TV. Hon har skrivit både för teater och radio.
2006 tilldelades hon Ibsenprisen tillsammans med Finn Iunker, för pjäserna Lise L och I dag og i morgen.

## Filmografi (urval)
- 1989 – Landstrykere

## Priser och utmärkelser
- Ibsenpriset 2006